# Болесциці
Болесциці (пол. Boleścice) — село в Польщі, у гміні Сендзішув Єнджейовського повіту Свентокшиського воєводства.
Населення — 339 осіб (2011).
У 1975-1998 роках село належало до Келецького воєводства.

## Демографія
Демографічна структура на день 31 березня 2011 року:
|          | Загалом | Допрацездатний вік | Працездатний вік | Постпрацездатний вік |
| -------- | ------- | ------------------ | ---------------- | -------------------- |
| Чоловіки | 170     | 31                 | 121              | 18                   |
| Жінки    | 169     | 25                 | 92               | 52                   |
| Разом    | 339     | 56                 | 213              | 70                   |